# Muhabbetana
Muhabbetana is een geslacht van vlinders van de familie van de dwergmineermotten (Nepticulidae). De wetenschappelijke naam van dit geslacht is voor het eerst voorgesteld door Ahmet Ömer Koçak en Muhabbet Kemal in een publicatie uit 2007.

## Soorten
- Muhabbetana asantesana van Nieukerken, 2019
- Muhabbetana bicarina (Scoble, 1983)
- Muhabbetana capensis (Scoble, 1983)
- Muhabbetana craspedota (Vári, 1963)
- Muhabbetana crispae (Scoble, 1983)
- Muhabbetana denticulata (Scoble, 1983)
- Muhabbetana digitata (Scoble, 1983)
- Muhabbetana euphorbiella (Stainton, 1869)
- Muhabbetana furcella (Scoble, 1983)
- Muhabbetana grandinosa (Meyrick, 1911)
- Muhabbetana guerkiae (Scoble, 1983)
- Muhabbetana gymnosporiae (Vári, 1955)
- Muhabbetana insulata (Meyrick, 1911)
- Muhabbetana jubae (Walsingham, 1908)
- Muhabbetana jupiteri (Scoble, 1983)
- Muhabbetana kowynensis (Scoble, 1983)
- Muhabbetana laquei van Nieukerken, 2019
- Muhabbetana limburgensis (Scoble, 1983)
- Muhabbetana macrochaeta (Meyrick, 1921)
- Muhabbetana malcolmi van Nieukerken, 2019
- Muhabbetana maritima (Scoble, 1983)
- Muhabbetana nigrifasciata (Walsingham, 1908)
- Muhabbetana nigrisquama (Scoble, 1983)
- Muhabbetana nylstroomensis (Scoble, 1983)
- Muhabbetana psarodes (Vári, 1963)
- Muhabbetana rhabdophora (Scoble, 1983)
- Muhabbetana royenicola (Vári, 1955)
- Muhabbetana scabridae (Scoble, 1983)
- Muhabbetana simiicola (Scoble, 1983)
- Muhabbetana stimulata (Meyrick, 1913)
- Muhabbetana subnitescens (Meyrick, 1937)
- Muhabbetana umdoniella (Scoble, 1983)
- Muhabbetana undatae (Scoble, 1983)
- Muhabbetana vincamajorella (Hartig, 1964)
- Muhabbetana wilkinsoni (Scoble, 1983)